# Glaux maritima
Glaux maritima là một loài thực vật có hoa trong họ Anh thảo. Loài này được (L.) Galasso, Banfi & Soldano mô tả khoa học đầu tiên năm 2005.

## Hình ảnh

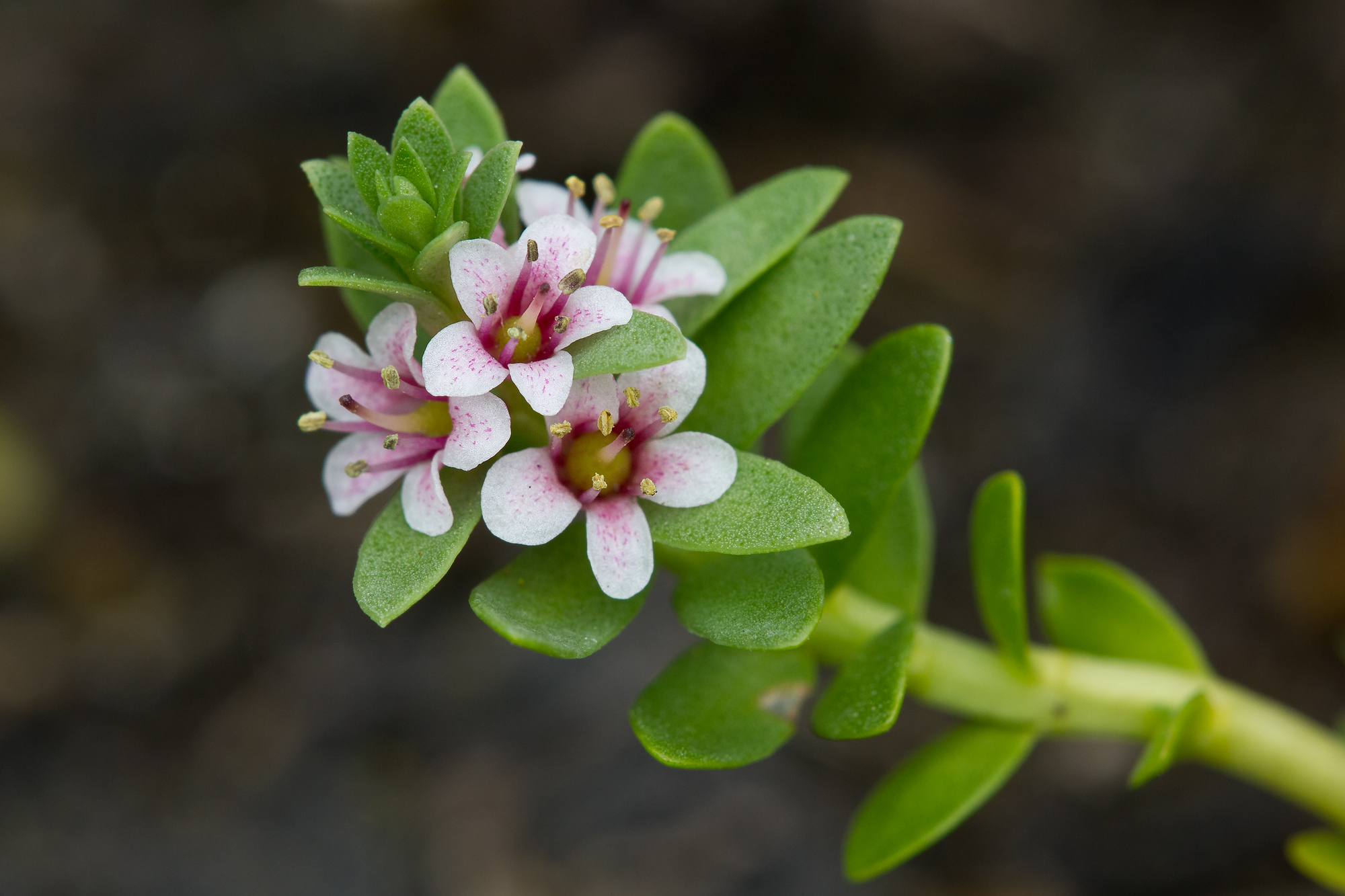
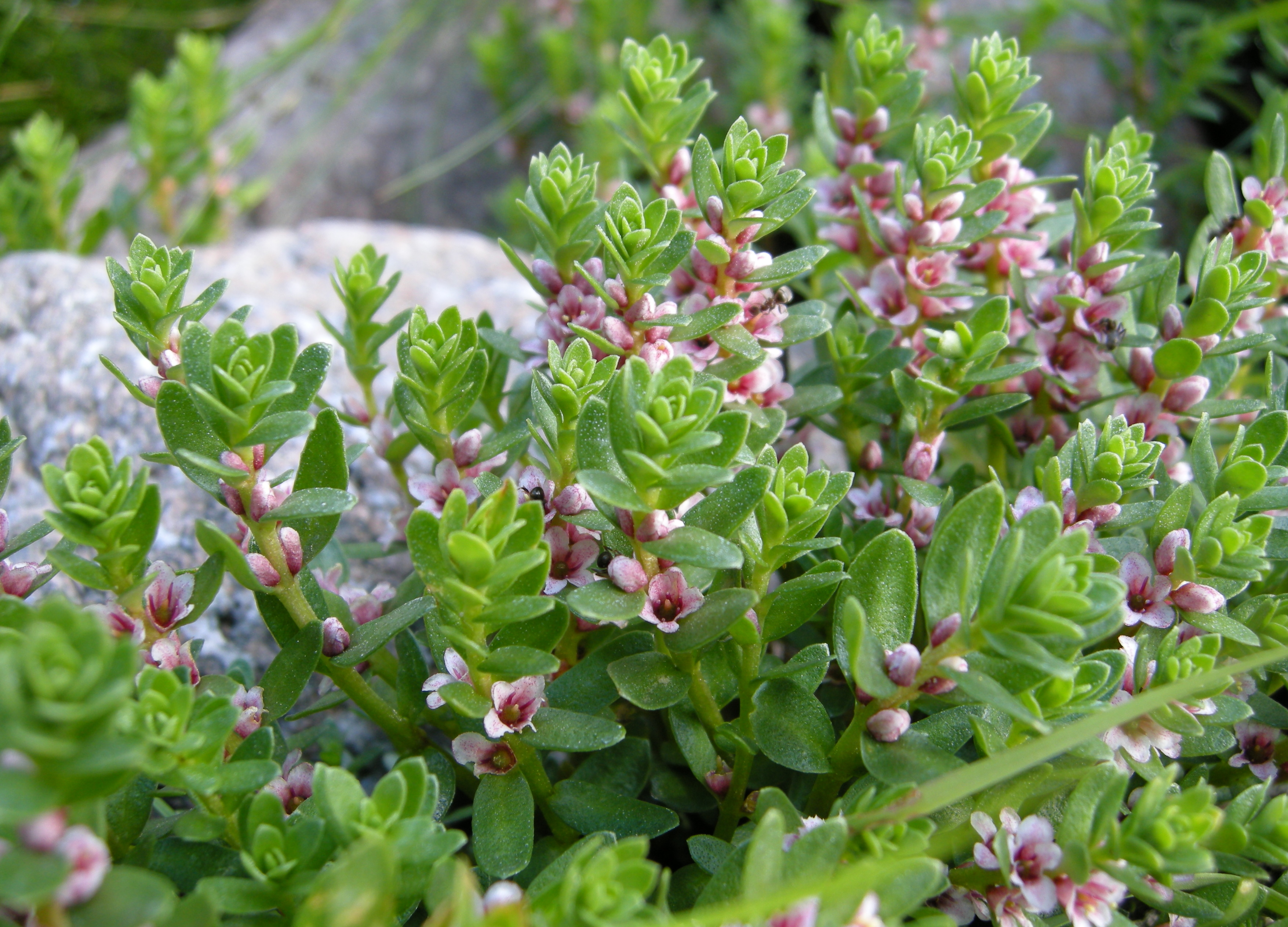